# Janis Johnston
Janis E. Johnston (nascida em 1957) é uma estatística, socióloga e autora de livros norte-americana conhecida pelo seu trabalho em testes de Reamostragem (estatística). Johnston obteve um Ph.D. em 2006 da Colorado State University, e trabalha como analista de ciências sociais para o Food and Nutrition Service do Departamento de Agricultura dos Estados Unidos.
Obras suas incluem:
- A Chronicle of Permutation Statistical Methods: 1920–2000, and Beyond (com Kenneth J. Berry e Paul W. Mielke Jr., Springer, 2014)[3]
- Inequality: Social Class and Its Consequences (editado com D. Stanley Eitzen, Paradigm Publishers, 2007, e Routledge, 2015)
- Permutation Statistical Methods: An Integrated Approach (com Kenneth J. Berry e Paul W. Mielke Jr., Springer, 2016)[4]
- The Measurement of Association: A Permutation Statistical Approach (com Kenneth J. Berry e Paul W. Mielke Jr., Springer, 2018)
- A Primer of Permutation Statistical Methods (com Kenneth J. Berry e Paul W. Mielke Jr., Springer, 2019)[5]